# Antonio Falangola
Antonio Falangola (Sorrento, 30 dicembre 1699 – Caserta, 25 marzo 1761) è stato un vescovo cattolico italiano.

## Biografia

Il seminario diocesano di Cerreto Sannita in una raffigurazione del 1763. Mons. Falangola si adoperò per riaprirlo e ampliarlo.

Nato nel 1699 da una famiglia patrizia sorrentina, il 19 dicembre 1722 fu ordinato sacerdote.
Nel 1735 fu inviato alla corte di Vienna dove risolse «con molta lode alcune oneste e gravi incompense della sua Patria».
Il 9 luglio 1736 fu designato vescovo di Telese o Cerreto e pochi giorni dopo, il 15 luglio, fu consacrato a tale ufficio.
In una relazione del 17 gennaio 1739 annotò che le anime (gli abitanti) della diocesi erano 26.287.
Concluse i lavori di edificazione della cattedrale di Cerreto Sannita e il 18 settembre 1740 la consacrò solennemente.

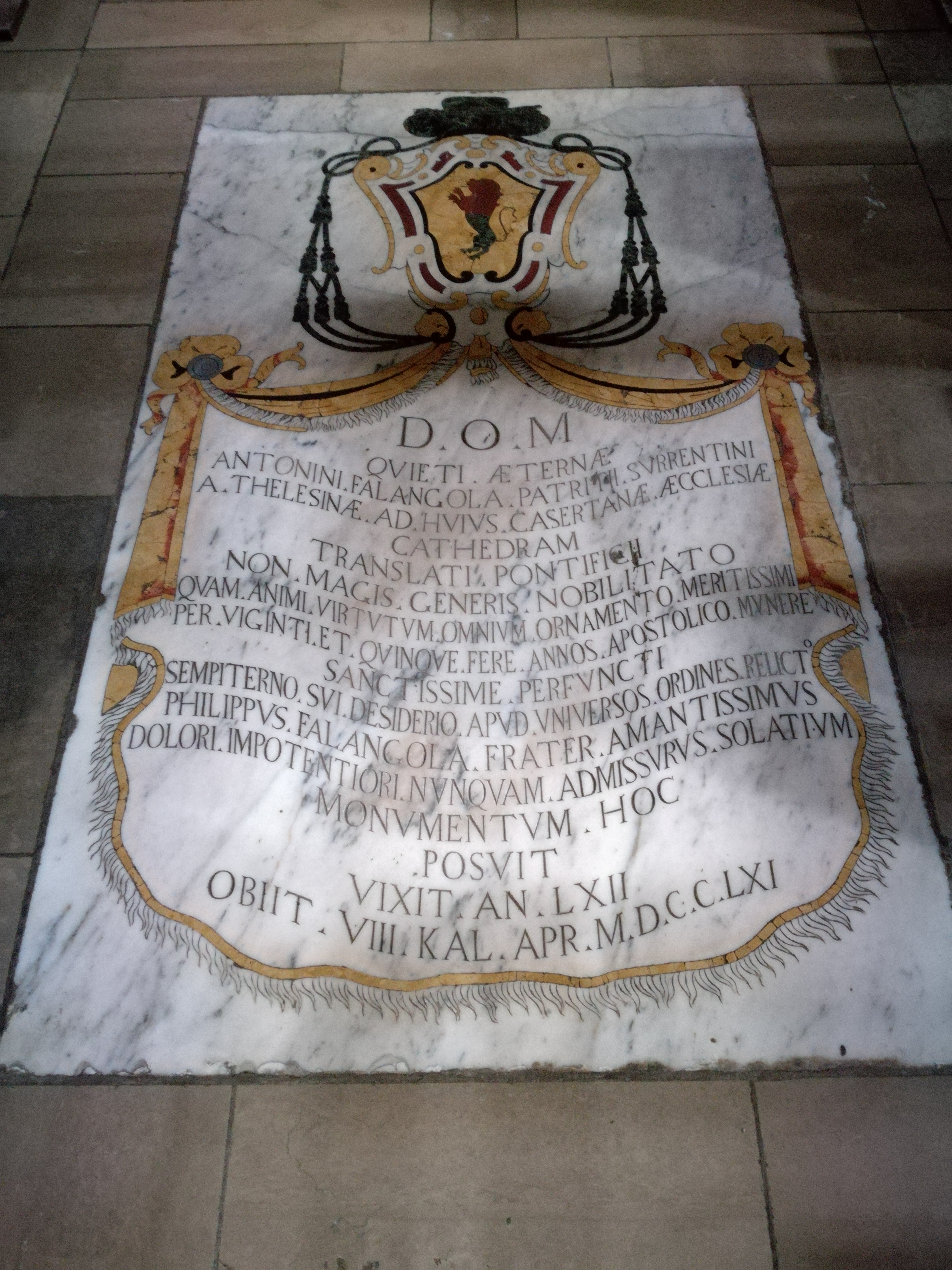
Tomba di Mons. Falangola nel Duomo di Casertavecchia

Il 3 novembre 1740 trasferì le spoglie mortali dei predecessori Giovanni Battista de Bellis e Francesco Baccari dalla chiesa di Sant'Antonio alla sepoltura dei vescovi della cattedrale di Cerreto Sannita. Mons. Falangola, inoltre, ebbe cura di trasportare nella sepoltura dei vescovi anche i resti dei vescovi che erano stati seppelliti nella vecchia cattedrale di Cerreto antica, distrutta dal terremoto del 5 giugno 1688. La processione con i resti mortali di questi ultimi vescovi partì dalla chiesa di San Giuseppe, dove erano temporaneamente custoditi, e arrivò alla cattedrale dove si celebrò «l'ufficio de' Morti e si cantò in suffragio di detti Vescovi defunti».
Si adoperò per riaprire ed ampliare il seminario diocesano di Cerreto Sannita che nel 1739 era già pienamente attivo come testimonia un documento nel quale il feudatario si lamentava perché erano stati nominati troppi chierici concludendo che, essendo essi sottoposti alla giurisdizione ecclesiastica ed esenti da tasse, ne derivasse un danno economico per la comunità.
Nel 1747 si recò a Roma dove ottenne da papa Benedetto XIII la facoltà di rinnovare le insegne corali del capitolo della cattedrale.
Il 29 maggio 1747 fu designato alla diocesi di Caserta.
Morì a Caserta nel 1761 e fu sepolto nel duomo di Casertavecchia dove tuttora riposa.

## Genealogia episcopale
La genealogia episcopale è:
- Cardinale Scipione Rebiba
- Cardinale Giulio Antonio Santori
- Cardinale Girolamo Bernerio, O.P.
- Arcivescovo Galeazzo Sanvitale
- Cardinale Ludovico Ludovisi
- Cardinale Luigi Caetani
- Cardinale Ulderico Carpegna
- Cardinale Paluzzo Paluzzi Altieri degli Albertoni
- Cardinale Gaspare Carpegna
- Cardinale Fabrizio Paolucci
- Cardinale Vincenzo Bichi
- Vescovo Johann Franz Schenk von Stauffenberg
- Cardinale Giuseppe Firrao il Vecchio
- Vescovo Antonio Falangola